# Buøy
Buøy est une île et un voisinage située dans le quartier de Hundvåg, à Stavanger, en Norvège.
Le voisinage a une population de 1 792 habitants et une superficie de 1,19 km2. Il est composé des îles Buøy, Engøy et Sølyst/Grasholmen.

## Histoire
Le nom de Buøy vient de « Bu-skap » et de « øy », signifiant une île où les fermiers avaient autrefois leur bétail.
Buøy a longtemps été le site pour « Rosenberg Mekaniske Verksted ». Rosenberg a été fondé en 1896, mis en marche dans le quartier de Sandvigå à Stavanger et déplacé  à Buøy en 1898. Rosenberg a commencé à faire des bateaux ici et a avancé plus tard à la construction de supernavires-citernes et la construction de plates-formes pour l'industrie pétrolière norvégienne en mer du Nord. Au début du siècle, Rosenberg avait une grande influence sur le développement de l'île, et, en septembre 1915, ils ont exposé le besoin de routes réglées, un transit de ferry et un approvisionnement en eau stable pour l'île. Rosenberg Verft AS a environ 500 salariés et est un entrepreneur majeur dans le marché pétrolier et gazier norvégien.
Buøy est aujourd'hui connue pour son grand château d'eau de 3,5 mètres de largeur de 17,5 mètres qui se dresse sur la montagne la plus grande de l'île. La tour en a une girouette sur le sommet avec une image d'une mère et un fils devant une pompe. La tour jaune vif a été construite entre 1919 et 1920 et est un point de repère connu dans la région de Stavanger.
En 1977, Buøy a été connectée au continent quand le pont de la ville a été construit.
Buøy contient deux terrains de football.